# Ададнірарі I
Ададнерарі I або інше читання Адад-нірарі I (букв. «Адад, прийди на допомогу») — цар Ассирії (1295—1264 до н. е.). Син Арік-ден-ілі. Належав до династії Ашшур-убалліта I, можливо був його онуком. В його правління відбувається подальше зростання царської влади, яке супроводжується падінням ролі міської ради. Цар перетворюється фактично в самодержця. Ададнерарі до своїх колишніх посад ашшурського правителя, додав ще й посаду Ліма-скарбника — епоніму першого року свого правління. Він же вперше після Шамші-Адада I присвоїв собі титул шар-кішшаті («цар багатьох»). За Ададнерарі I Ассирія перетворюється на велику регіональну державу.

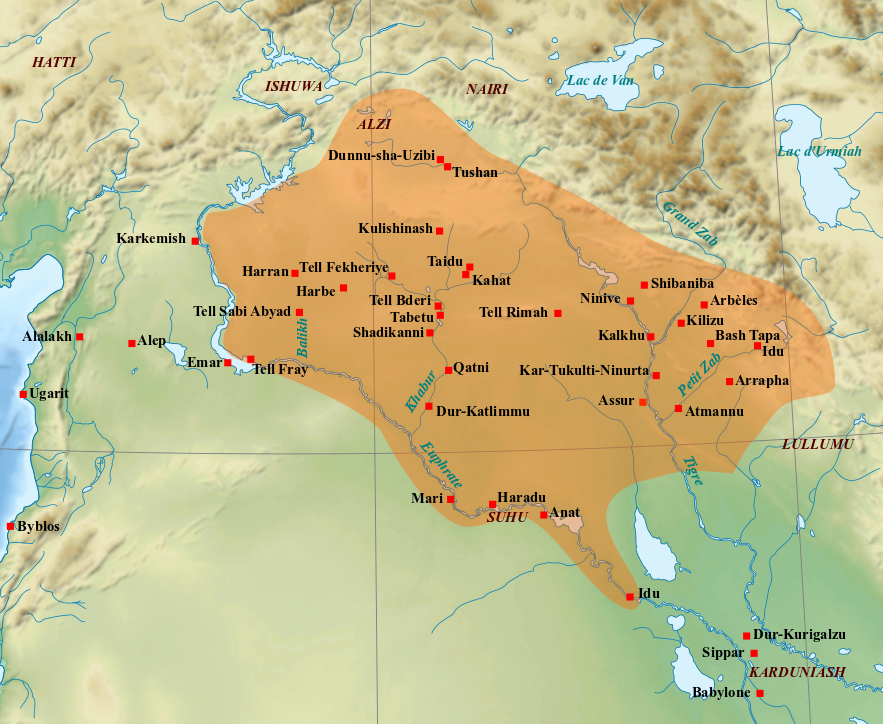
Карта Ассирії в середньоассирійський період після завоювань Адад-нірарі І та Шульману-ашареда I

В його розпорядженні було сильне військо, основу якого становили царські люди, які отримували за службу спеціальні земельні наділи, або тільки пайок. В разі необхідності, до цього війська приєднувалось ополчення громад. Адад-нірарі завдав поразки каситському царю Вавилону Назі-Марута-ташу, і встановив свій південний кордон по лінії від Рапікума на Євфраті до Лубди на Тигрі, і далі через гору Арман в області Чад-Саллу («Ніва-Саллу», що включала, мабуть, території між Малим Забом і Адемом, нижче Аррапхі і вище гряди Джебель-Хамеїн), аж до луллубеїв (у старіших текстах — лулубеї, які жили в країні Замуа, у верхів'ях річок Адема і Мала Заба). Також він завоював багату хуритську область Аррапхі (Аррапхе). В поході Аданерарі проти Мітанні йому вдалося полонити царя Шаттуара І який визнав себе підвладним Ассирії. Через кілька років Аданерарі позбавив трону царя Васашатту і приєднав до Ассирії всю території Мітанні аж до Кархемишу. Крім того, він створив серйозну загрозу південному шляху вавилонян через Загрос по долині річки Діяли. На честь цих перемог була складена поема, яка оспівує цю війну і помсту Адад-нірарі каситам за поразки батька й діда. Однак йому не вдалося зовсім послабити каситське царство, і мабуть, завоювання його на цьому фронті були неміцними.
Після смерті Аданерарі мітаннійці повстали і поставили собі царя Шаттуара ІІ.